# San Pablo, Cotija
San Pablo är en ort i Mexiko.   Den ligger i kommunen Cotija och delstaten Michoacán de Ocampo, i den centrala delen av landet, 400 km väster om huvudstaden Mexico City. San Pablo ligger 1 608 meter över havet och antalet invånare är 219.
Terrängen runt San Pablo är huvudsakligen kuperad. San Pablo ligger nere i en dal. Runt San Pablo är det ganska glesbefolkat, med 50 invånare per kvadratkilometer. Närmaste större samhälle är Cotija de la Paz, 9,4 km väster om San Pablo. I omgivningarna runt San Pablo växer huvudsakligen savannskog.